# Cave CV1000B
Cave CV1000B es una Placa de arcade creada por Cave.

## Descripción
El Cave CV1000B fue lanzada por Cave en 2004.
El sistema tenía un procesador Hitachi SH-3 trabajando a 133 MHz, y a cargo del audio estaba el chip Yamaha YMZ770C-F.
Esta placa albergó a 13 títulos.

## Especificaciones técnicas

### Procesador
- Hitachi SH-3 trabajando a 133 MHz

### Audio
Chips de sonido:
- - Yamaha YMZ770C-F

### Otros (Basado en Ibara)
- Altera Cyclone EP1C12F324C8 FPGA (i think used as Video-DSP and SD-RAM Controller), K9F1G08U0A 128M x 8 Bit NAND Flash Memory, 1x MX29LV160BBTC-90 Flash Memory and, 2x MX29LV320ABTC-90 Flash ICs (space for up to 2 more Flash ICs is not used), 1xMT48LC2M32B2-6 SDRAM, and 2x MT46V16M16. LA4708 Audio amplifier.

## Lista de videojuegos
- Deathsmiles (2007)
- Espgaluda II (2005)
- Ibara (2005)
- Ibara Kuro Black Label (2006)
- Medal Mahjong Moukari Bancho (2007)
- Muchi Muchi Pork! (2007)
- Mushihime-Sama (2004)
- Mushihime-Sama Futari (2006)
- Mushihime-Sama Futari Black Label (2007)
- Mushihime-Sama Futari Ver 1.5 (2006)
- Mushihime-Sama Ver 1.5 Matsuri Version (2011)
- Pink Sweets: Ibara Sorekara (2006)
- Puzzle! Mushihime-Tama (2005)